# Le Piéton
Pour plus de détails, voir Fiche technique et Distribution.
Le Piéton (Der Fußgänger) est un film helvéto-germano-israélien réalisé par Maximilian Schell, sorti en 1973. Le film remporte le Golden Globe du meilleur film en langue étrangère en 1974 et est nommé pour l'Oscar du meilleur film en langue étrangère. 

## Synopsis
Un grand tabloïd étudie la vie du grand industriel et membre du parlement d'État Heinz Alfred Giese, alors que son fis vient de mourir dans un accident de voiture. Une affaire d'homicide involontaire a été abandonnée parce qu'Andreas a secoué le volant de son père en conduisant et a ainsi causé l'accident, mais le permis de conduire de Giese a été révoqué et il a été condamné à des cours de conduite. Le tabloïd flaire un scandale et commence à rechercher des éléments incriminants dans le passé de Giese.
Après une visite au Museum für Naturkunde avec son petit-fils, Giese, désormais dépendant d'un chauffeur ou obligé de se déplacer à pied, se rend chez sa maîtresse puis en cours. Il est secrètement suivi par l'équipe du journal, qui photographie chacun de ses pas. Ils attendent également devant sa maison et pénètrent même chez lui en l'absence de Giese, photographient les pièces et volent une photo de sa jeunesse. Cela est nécessaire car le journal soupçonne que Giese a été impliqué dans la liquidation en Grèce pendant la Seconde Guerre mondialed'un village a été impliqué. Cependant, les soldats impliqués sont difficiles à reconnaître sur les photos de l'époque, de sorte que même un témoin oculaire des événements ne peut pas reconnaître Giese à partir des photos incriminantes. Deux questions se posent aux reporters : en Grèce, Giese a-t-il donné l'ordre de liquider le village et a-t-il personnellement tiré sur les gens ? L'assassinat d'un petit garçon qui était le fils du témoin revêt une importance particulière. D'autres entretiens avec des témoins révèlent seulement que Giese était présent lorsque les villageois ont été assassinés. Cela suffit pour que le journal publie un article titré "Un industriel majeur impliqué dans le massacre ?".
Le lendemain, il y a eu des émeutes devant la société Gieses, au cours desquelles Giese lui-même a été attaqué en tant que "meurtrier". Une injonction réussie pour diffamation est suivie d'une discussion télévisée dans laquelle Giese est attaqué par le journal pour son silence, qui à lui seul l'a déjà rendu coupable. De plus, le journal essaie de dériver la mort d'Andreas d'une éventuelle dispute entre le père et le fils au sujet du passé de Giese. De retour à la maison, Giese discute avec son fils Hubert, un hippie décédé. Il exige que le passé soit oublié – il ne veut pas être considéré comme le fils d'un "mauvais Allemand".

## Fiche technique
- Titre : Le Piéton
- Titre original : Der Fußgänger
- Réalisation : Maximilian Schell
- Scénario : Maximilian Schell et Dagmar Hirtz
- Production : Zev Braun, Maximilian Schell et Franz Seitz
- Montage : Dagmar Hirtz
- Photographie : Wolfgang Treu (en) et Klaus König
- Musique : Manos Hatzidakis
- Direction artistique : Kuli Sander
- Pays d'origine :  Suisse /  Allemagne de l'Ouest /  Israël
- Format : Couleurs, Mono
- Genre : Drame
- Durée : 98 minutes
- Date de sortie :  
  - 1973

## Distribution
- Gustav Rudolf Sellner : Heinz Alfred Giese
- Peter Hall : Rudolf Hartmann
- Peggy Ashcroft : Lady Gray
- Alexander May : Alexander Markowitz
- Gertrud Bald : Henriette Markowitz
- Elisabeth Bergner : Frau Lilienthal
- Lil Dagover : Frau Eschenlohr
- Käthe Haack : Frau von Rautenfeld
- Françoise Rosay : Madame Dechamps
- Maximilian Schell : Andreas Giese
- Johanna Hofer : Frau Bergedorf
- Ruth Hausmeister : Inge Maria Giese
- Manuel Sellner : Hubert Giese
- Gila von Weitershausen : Karin
- Elsa Wagner : Elsa Giese
- Dagmar Hirtz : Elke Giese
- Michael Weinert : Michael Giese
- Margarethe Noé von Nordberg : Frau Buchmann